# Польский институт в Киеве
Польский институт в Киеве (пол. Instytut Polski w Kijowie, укр. Польський Інститут у Києві) — польское научно-культурное учреждение из сети польских институтов, основанное в 1998 году в Киеве и находящееся в подчинении Министерства иностранных дел Польши.

## Миссия и деятельность
Миссией Института является публичная дипломатия и популяризация польской культуры и искусства на Украине.
За более чем 20 лет своего существования Институтом было организовано несколько тысяч проектов, основной целью которых является представление и популяризация польской культуры на Украине. В числе проведённых с участием и по инициативе Института мероприятий концерты классической, электронной, народной и джазовой музыки, театральные, издательские и исторические проекты, а также тематические выставки.
В ведении Института находится публичная библиотека, насчитывающая более 3000 томов, а также аудиокниги, журналы, компакт-диски и DVD с польскими художественными и документальными фильмами.
При Институте на постоянной основе действуют курсы польского языка.
По инициативе Польского института в Киеве в 2007 году была учреждена литературная Премия имени Джозефа Конрада, а в 2008 году ― Премия имени Казимира Малевича для молодых украинских художников.
В числе партнёров Польского института в Киеве — Институт Адама Мицкевича, Польский институт киноискусства, Институт книги, Театральный институт имени Збигнева Рашевского, Национальный институт Фредерика Шопена.
Директором Института является Роберт Чижевский (пол. Robert Czyżewski), одновременно являющийся советником Посольства Польши на Украине.